# Regeringen Ørsted
Regeringen Ørsted var Danmarks regering mellan 21 april 1853 och 12 december 1854.
Premiärminister
- Anders Sandøe Ørsted

Utrikesminister
- Christian Albrecht Bluhme

Finansminister
- Wilhelm Sponneck

Inrikesminister
- Anders Sandøe Ørsted till 29 april 1854, därefter Frederik Ferdinand Tillisch

Justitieminister
- Anton Wilhelm Scheel (Anders Sandøe Ørsted vikarierade från 12 maj 1854)

Kyrko- och undervisningsminister 
- Anders Sandøe Ørsted

Krigsminister
- Christian Frederik Hansen

Marinminister
- Steen Andersen Bille

Minister över Slesvig
- Carl Moltke

Minister över Holstein och Lauenborg
- Heinrich Anna Reventlow-Criminil